# Francesco Dulbecco
Francesco Dulbecco (Civezza, 4 agosto 1920 – Roma, 7 dicembre 1999) è stato un politico italiano.

## Biografia
Funzionario del Partito Comunista Italiano, nel 1972 viene candidato ed eletto alla Camera con il PCI nel collegio di Genova; conferma il seggio a Montecitorio anche dopo le elezioni del 1976 e del 1979; conclude il proprio mandato parlamentare nel 1983.
Muore a 79 anni, nel dicembre 1999.